# River Wandle
River Wandle är ett vattendrag i Storbritannien.   Det ligger i riksdelen England, i den södra delen av landet.